# Adicrophleps hitchcocki
Adicrophleps hitchcocki är en nattsländeart som beskrevs av Oliver S. Flint Jr. 1965. Adicrophleps hitchcocki ingår i släktet Adicrophleps och familjen bäcknattsländor. Inga underarter finns listade i Catalogue of Life.